# جان ساتون (بازیگر)
جان ساتون (انگلیسی: John Sutton؛ ۲۲ ژوئیهٔ ۱۹۰۸ – ۱۰ ژوئیهٔ ۱۹۶۳) یک هنرپیشه اهل بریتانیا بود.

## گزیده فیلمشناسی
از فیلم‌ها یا برنامه‌های تلویزیونی که وی در آن نقش داشته‌است می‌توان به آثار زیر اشاره کرد.
- بوکانیر (فیلم ۱۹۳۸) (۱۹۳۸)
- چهار مرد و یک نیت خیر (۱۹۳۸)
- ماجراهای رابین هود (فیلم) (۱۹۳۸)
- بولو (فیلم ۱۹۳۸) (۱۹۳۸)
- زندگی خصوصی الیزابت و اسکس (۱۹۳۹)
- برج لندن (۱۹۳۹)
- مرد نامرئی بازمی‌گردد (۱۹۴۰)
- شاهین دریا (فیلم ۱۹۴۰) (۱۹۴۰)
- جین ایر (فیلم ۱۹۴۳) (۱۹۴۳)
- سه تفنگدار (فیلم ۱۹۴۸) (۱۹۴۸)
- طرفدار (فیلم ۱۹۴۹) (۱۹۴۹)
- داوود و بث‌شبع (فیلم) (۱۹۵۱)
- ۵ انگشت (۱۹۵۲) به عنوان راوی (صداپیشه)
- دختر عموی من ریچل (فیلم) (۱۹۵۲)
- کنت مونت-کریستو (۱۹۵۶
- خفاش (فیلم ۱۹۵۹) (۱۹۵۹)
- دیزنی‌لند (۱۹۵۹–۱۹۶۰)